# Тодд-Мішен (Техас)
Тодд-Мішен (англ. Todd Mission) — місто (англ. city) в США, в окрузі Граймс штату Техас. Населення — 121 особа (2020).

## Географія
Тодд-Мішен розташований за координатами 30°15′39″ пн. ш. 95°49′48″ зх. д. / 30.26083° пн. ш. 95.83000° зх. д. (30.260944, -95.829997).  За даними Бюро перепису населення США в 2010 році місто мало площу 5,21 км², з яких 5,14 км² — суходіл та 0,07 км² — водойми.

## Демографія
Згідно з переписом 2010 року, у місті мешкало 107 осіб у 39 домогосподарствах у складі 32 родин. Густота населення становила 21 особа/км².  Було 42 помешкання (8/км²).
Расовий склад населення:
| - 82,2 % — білих - 2,8 % — чорних або афроамериканців - 3,7 % — осіб інших рас |

До двох чи більше рас належало 11,2 %. Частка іспаномовних становила 16,8 % від усіх жителів.
За віковим діапазоном населення розподілялося таким чином: 29,9 % — особи молодші 18 років, 62,6 % — особи у віці 18—64 років, 7,5 % — особи у віці 65 років та старші. Медіана віку мешканця становила 38,5 року. На 100 осіб жіночої статі у місті припадало 91,1 чоловіків;  на 100 жінок у віці від 18 років та старших — 74,4 чоловіків також старших 18 років.
Середній дохід на одне домашнє господарство  становив 92 014 долари США (медіана — 34 167), а середній дохід на одну сім'ю — 37 282 долари (медіана — 32 250). 
Цивільне працевлаштоване населення становило 29 осіб. Основні галузі зайнятості: науковці, спеціалісти, менеджери — 31,0 %, освіта, охорона здоров'я та соціальна допомога — 31,0 %, роздрібна торгівля — 20,7 %.